# Poliziano (dramma)
Poliziano (Politian) è l'unica opera teatrale di Edgar Allan Poe, iniziata nel 1835 e mai portata a termine. Poe scrisse la pièce in risposta alla cosiddetta "Kentucky Tragedy", il nome con cui veniva ricordato il brutale omicidio di Solomon P. Sharp ad opera di Jereboam O. Beauchamp nel 1825. La vicenda di cronaca ebbe una profonda risonanza mediatica all'epoca e fu d'ispirazione per diversi romanzi e racconti del periodo. Poe decise di dare ai fatti una diversa prospettiva ambientando la pièce nella Roma del sedicesimo secolo. L'autore e drammaturgo debuttante pubblicò la prima parte del dramma sul Southern Literary Messenger nel dicembre 1835 e la seconda nel gennaio 1836, ma Poliziano rimase incompiuto. L'opera infatti fu stroncata dalla critica, un fatto che spinse Poe ad abbandonare la scrittura di opere lunghe a favore di racconti brevi. La tragedia è scritta in blank verse sulla falsariga delle tragedie di vendetta del teatro giacobita.

## Trama
Mentre una comitiva di ospiti arriva al palazzo del Duca di Broglio, il servo Benito incontra il collega Ugo, ubriaco. I due parlano delle nozze imminenti, ma vengono interrotti dall'arrivo di Rupert, che annuncia di aver appena messo a letto il conte Castiglione, completamente ubriaco. I tre parlano del conte, un tempo un rispettabilissimo giovane aristocratico che di recente si è dato all'alcol e al gioco in seguito a una relazione clandestina con Lady Lalage. Lalage, la pupilla organa di Di Broglio, è stata punita con l'esilio dalla città e la giovane vive un'esistenza miserabile e solitaria con la crudele serva Jacinta. Benito informa i colleghi che Castiglione è stato promesso in sposo alla cugina Alessandra e la prospettiva dell'unione riempie il giovane conte d'orrore. Jacinta entra in scena con moltissimi gioielli; tra essi Ugo riconosce l'anello del suo padrone, Castiglione, e il servo accusa la donna di aver derubato il conte. Ma Jacinta nega, sostenendo che Lalage è uscita di senno e che ha dato via tutti i suoi gioielli, tra cui l'anello che Castiglione aveva dato alla donna come pegno del suo amore. Intanto Castiglione si è risvegliato e si sta lamentando con San Ozzo, un suo grande amico, del senso di colpa che sente per come Lalage è stata trattata. San Ozzo sostiene che Castiglione non ha nulla di cui pentirsi e che la colpa della situazione è del comportamento di Lalage, che sta venendo punita per la colpa di entrambi. Castiglione, profondamente innamorato dalla donna, sa di non poterla sposare Lalage per la sua condizione sociale inferiore, ma si addolora per il castigo e la perdita dell'amata. Alessandra rimprovera il fidanzato per le sue recenti cattive abitudini, ma Castiglione è indifferente alle parole della futura moglie, anche se promette di comportarsi meglio. Di Broglio arriva nella sala per annunciare l'arrivo di Poliziano, il conte di Leicester che si è appena recato a Roma con l'amico Baldassarre, il duca del Surrey. Castiglione non è interessato a Poliziano, che ha fama di essere un uomo malinconico, anche se Di Broglio, il padre di Castiglione, lo difende, ritenendolo un intellettuale talentuoso.
Intanto Lalage si strugge d'amore e solitudine, lamentandosi per la perdita dell'amatissimo Castiglione. Per consolarsi, Lalage chiede a Jacinta di portarle un libro d'argomento religioso, una richiesta a cui la serva obbedisce malvolentieri. Lalage si offre di aiutare Jacinta a celebrare le imminenti nozze tra lei e Ugo, ma la sua offerta è poco sincera e Jacinta si indispettisce e deride la padrona, sostenendo che ha fatto bene a liberarsi dei gioielli dato che Castiglione non è mai stato innamorato di lei. Jacinta se ne va lasciando la padrona il lacrime. Un monaco viene in visita per cercare di confortare la donna: ma Lalage rifiuta di dedicare la propria vita a Dio, come suggeritole dal religioso, perché sceglie di dedicarsi alla vendetta invece. Intanto a palazzo Castiglione si è ricreduto su Poliziano, che ora considera un uomo di grande valore. Di Broglio è felice di sentire che il figlio ha cambiato opinione, ma si raffredda nei confronti degli ospiti quando Poliziano chiede di ritirarsi nei suoi alloggi perché malato, rifiutando così l'ospitalità del padrone di casa. Di Broglio è indispettito e si convince che il figlio avesse ragione su Poliziano, che ora ritiene un uomo troppo malinconico.
Baldassarre è preoccupato per l'amico Poliziano e lo supplica di alzarsi da letto e andare a salutare Di Broglio. Ma Poliziano rifiuta: l'uomo è depresso, morbosamente attratto dalla morte e indifferente alla vita. Poliziano comincia a udire una voce femminile e si avvicina alla finestra per sentirla meglio. Baldassarre crede che l'amico sia impazzito, ma poi sente anche lui la voce che canta tristemente. Baldassarre crede che la voce sia quella di Alessandra e decide di scendere da Di Broglio, invitando l'amico a fare lo stesso e unirsi a lui. Rimasto solo, Poliziano decide di seguire la voce. Seguendo la voce, Poliziano arriva nel giardino illuminato dalla luna, dove incontra la bella Lalage. La donna rifiuta il corteggiamento dell'inglese per non rovinare il buon nome di lui con la sua reputazione distrutta. Ma Poliziano è diverso da Castiglione, lui è disposto a rinunciare all'onore per lei. Lalage allora dice di non potersi impegnare con lui perché vi è una macchia sul suo onore: Castiglione. Poliziano allora capisce quello che lei gli sta chiedendo e giura di uccidere il conte per rendersi degno di lei.
Vicino a palazzo Rupert e Benito parlano delle nozze, mentre Jacinta annuncia di aver lasciato Lalage per servire Alessandra. Ora che serve una padrona migliore per nascita e posizione, Jacinta spera di poter annullare il matrimonio con Ugo e maritarsi invece con un partner di maggior prestigio. Baldassarre torna da Poliziano per riferirgli che Castiglione non ha intenzione di duellare con lui, non avendo alcun motivo di contesa con lui. Furioso, Poliziano allontana Baldassarre e provoca Castiglione finché un duello non scoppia tra i due. I due lottano furiosamente finché, preso dalla passione, Poliziano urla a gran voce il nome di Lalage. Sopraffatto nell'udire il nome dell'amata Castiglione crolla a terra ma, impietositosi, Poliziano non lo finisce. Decide allora di lasciare vivere Castiglione e di "ucciderlo" solo da un punto di vista morale e sociale, cioè provocandolo in pubblico e mettendolo in imbarazzo davanti all'alta società per la sua relazione con Lalage. Poliziano aspetta da solo nel Colosseo, riflettendo sul fato e sul tempo. Lalage lo raggiunge ed è furiosa con lui, facendo così capire a Poliziano che deve portare a termine la sua vendetta contro Castiglione. Poliziano se va e, rimasta sola, Lalage afferma di aver perso la fede e di non riporre più le sue speranze in Dio.
Il dramma si interrompe prima che il pubblico scopra se Poliziano uccide effettivamente Castiglione o no.